# Halden (Hagen)
Halden ist ein Stadtteil der kreisfreien Großstadt Hagen in Nordrhein-Westfalen.

## Geografie
Halden liegt nördlich des Autobahnkreuzes Hagen in dem Winkel, den dort die Bundesautobahnen 45 und 46 bilden. Im Norden wird Halden durch die Lenne begrenzt. Die südliche Hälfte von Halden ist ein reines Wohngebiet, während sich im Norden das ausgedehnte Industriegebiet Lennetal befindet. Nördlich führt die Ruhr-Sieg-Strecke vorbei und durch den Ortsteil fließt der Haldener Bach und mündet an der Dolomitstraße in die Lenne. Innerhalb der Stadt Hagen gehört Halden zum Ortsteil Lennetal im Stadtbezirk Hohenlimburg. Am 31. Dezember 2018 lebten 3514 Einwohner im Wohnbezirk Halden/Herbeck, Halden mit dem überwiegend größeren Anteil.

## Geschichte
Halden wurde erstmals 1229 als Haldene in dem Güter- und Einkünfteregister des Frauenkonvents und späteren adligen Damenstifts Herdecke erwähnt. Das Erbpachtgut Schultenhof des Herdecker Stifts wurde schon 1214 erwähnt. Das Stift bekam von dem Oberhof Schulte zu Halden 15 Stüver Hofgeld. Im Schatzbuch der Grafschaft Mark von 1486 wurde der Pächter Hanß Schulte gud Herdycks mit 8 Goldgulden besteuert. Nach Aufhebung des Stifts 1812 wurde der Hof ein preußisches Domänengut und nach dessen Auslösung kam es 1825 in Privatbesitz (seit 1956 Familie Rehpenning). Heute ist der ehemalige Schultenhof der älteste urkundlich als Hofanlage bezeugte bestehende Hof in Hagen.
Der Ortsname Halden kann mit „Stelle am Hang“ oder „Bach am Hang“ umschrieben werden.
Im Limburger Lehnsregister von 1364 wurde das Ryn Gude to Haldene als Lehen geführt. Pächter war 1486 Johan op dem Rynhove mit einer jährlichen Abgabe von 2 Goldgulden. Mitte des 16. Jahrhunderts wird der Rhynhof aus der Lehnshörigkeit abgelöst. Eigentümer waren ab 1850 Familie Sonderhof, ab 1891 Fabrikant Moritz Ribbert und ab 1927 die Stadt Hagen (Pächter Appelbaum). Seit 1993 ist der Hof Halden ein Baudenkmal.
Weitere größere Haldener Höfe waren der Wehberg Hof, Kumbruchs Hof, Beckmann’sche Hof (Schmalenbeck-Hamanns-Hof) und der Hof Blankennagel. Im 14./15. Jahrhundert besaßen die Herren von Berchem in Halden einen Hof und die Herren von Volmerstein 5 Höfe und 2 Kotten. Der heute vom Autobahnkreuz Hagen überbaute ehemalige Hof Kumbruch wurde als Cumbruke erstmals 1229 erwähnt. Der Hofname kann mit „Bruch am Flußtal“ umschrieben werden.
Halden war ehemals eine eigene Bauerschaft und gehörte im Amt  Wetter, Kirchspiel und Gericht Hagen zur Grafschaft Mark. Im Schatzbuch der Grafschaft Mark von 1486 werden in der Burschop Halden 11 steuerpflichtige Hofbesitzer mit einer Abgabe zwischen 1 oirt (¼ Gg) und 8 Goldgulden genannt. Laut Schatzzettel von 1631 hatten in der Bauerschaft 20 Bewohner zwischen 1 Orth und 5 ½ Rtl. Steuern zu zahlen. Im Jahr 1705 gab es in Halden 22 Steuerzahler mit einer Abgabe an die Rentei Wetter von 2 Rtl. bis 100 Rtl. (Henrich Schulte). Ortsvorsteher war Reinhoff zu Holden. Das Dorf Halden gehörte früher zur Eppenhauser Mark und war berechtigt in der Kuhweider Mark.
Ab dem 19. Jahrhundert war das alte westfälische Haufendorf Halden eine Landgemeinde im Amt Boele des Landkreises Hagen. Die Zählung der Gebäude und Einwohner von 1839 ergab 54 Wohnhäuser, 48 landwirtschaftliche Gebäude und 352 Einwohner. Unterteilt in Dorf, Schule, Mühle, Alaun-Bergwerk Gute Hoffnung, Wohnplätze Kumbrok und Fahrenbecke. Bei der Volkszählung 1919 hatte Halden 763 Einwohner. Mit dem Landwirt Karl Schnöring gen. Bungstock wurde am 18. November 1920 zum letzten Mal ein Gemeindevorsteher für die selbstständige Landgemeinde Halden gewählt. Am 1. August 1929 wurde Halden durch das Gesetz über die kommunale Neugliederung des rheinisch-westfälischen Industriegebiets in die Stadt Hagen eingegliedert. Bei der Volkszählung 1936 hatte Halden 1260 Einwohner.
Der Bahnanschluss erfolgte im Jahr 1880 mit dem gleichnamigen Bahnhof Halden (ab 1950 Hagen-Halden) an der 1859 eröffneten Ruhr-Sieg-Strecke. Die Station wurde am 27. Mai 1975 stillgelegt und 1982 von der Bundesbahn verkauft. Heute fahren die RB 91 und der RE 16 ohne Halt durch den ehemaligen Bahnhof.
Der größte Industriebetrieb in Halden ist die Andernach & Bleck Blankstahl GmbH & Co. KG in der Lennestraße. Ein 1903 als Präzisionszieherei und Kaltwalzwerk  gegründetes Familienunternehmen.

## Einwohnerentwicklung

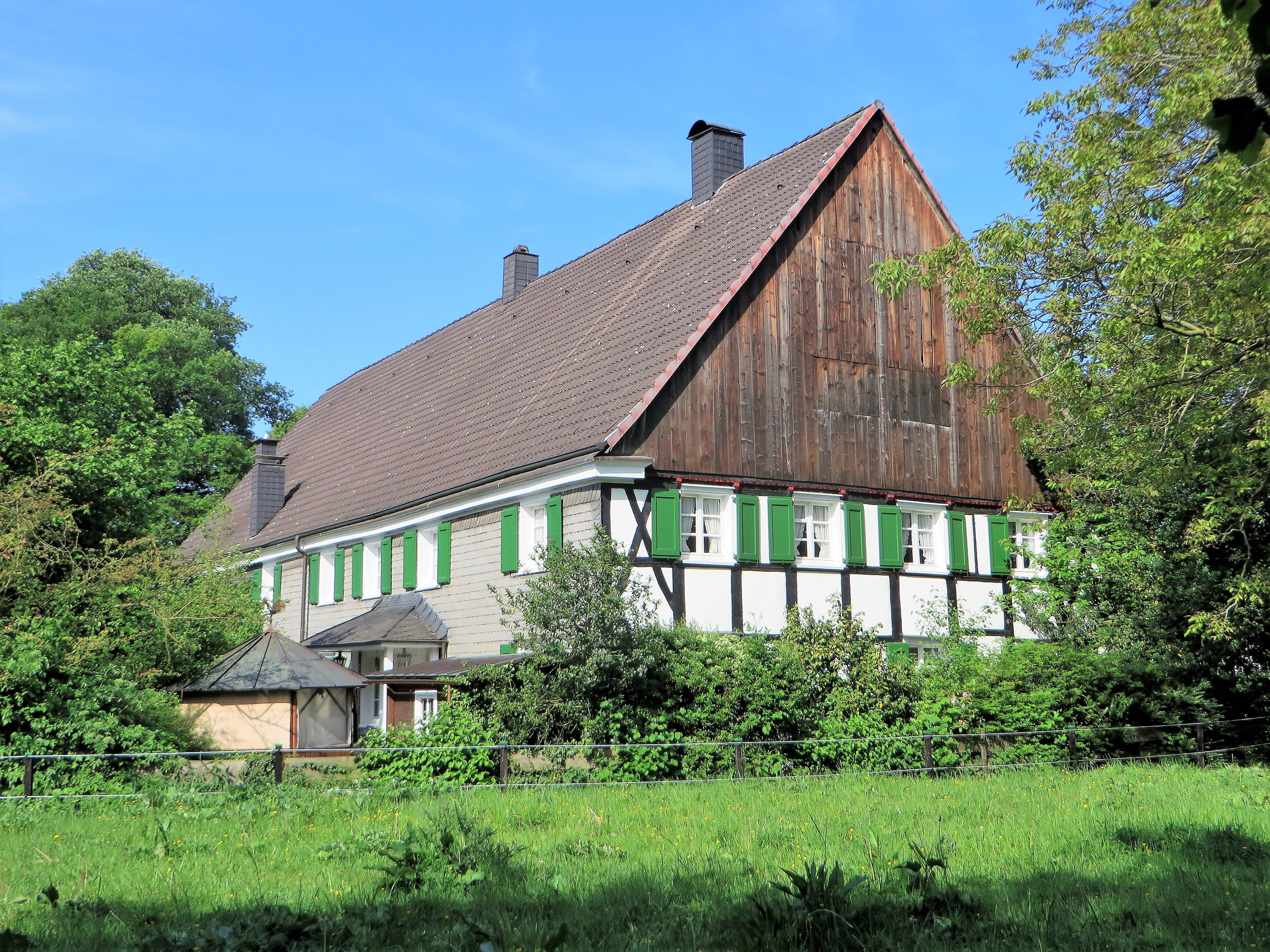
Historischer Schultenhof in Halden

| Jahr | Einwohner | Quelle |
| ---- | --------- | ------ |
| 1871 | 408       | [ 10 ] |
| 1885 | 483       | [ 11 ] |
| 1895 | 513       | [ 12 ] |
| 1910 | 682       | [ 13 ] |

## Baudenkmäler
Das Soldatenehrenmal (Erster Weltkrieg), der 1853 erbaute Hof Sonderhof (Hof Halden), der ehemalige Kornkasten sowie ein 1749 erbauter Fachwerk-Bauernhof, alle Berchumer Straße, stehen unter Denkmalschutz.

## Religion
Die evangelisch-lutherische Friedenskirche in Halden wurde Anfang der 1950er Jahre erbaut und am 14. April 1952 eingeweiht. Sie gehörte zur ev. Kirchengemeinde Halden-Herbeck-Fley. Der Baustil wurde in Anlehnung an Vorbilder älterer Dorfkirchen gewählt um hier den dörflichen Charakter zu bewahren. Im Inneren wurde vorwiegend Holz verwendet. Das Kirchenschiff trägt beidseitig und an der Rückseite Emporen. 1952 bekommt die Kirche eine Orgel mit 12 Register. Alle Fenster des Kirchenraums sind mit einem runden Mosaikbild verziert. 1954 konnte die geliehene Glocke im Turm durch ein Bronzegeläut aus 3 Glocken ersetzt werden. Ein Gemeindehaus wurde 1980 so an die Kirche angebaut, dass beide eine gewachsene Einheit bilden. Seit 2020 gehört die Gemeinde zur Evangelischen LYDIA-Kirchengemeinde Hagen. Ein Zusammenschluss von fünf ev. Kirchengemeinden im Hagener Norden.
Am 2. Mai 1926 wurde in Halden der erste Kirchbau eingeweiht, die katholische Holzkapelle St. Bonifatius. Nachdem diese im Dezember 1944 von einer Bombe getroffen wurde, baute man die Kapelle diesmal aus Stein wieder auf. Seit dem 1. Januar 1959 war die Gemeinde eine selbstständige Pfarrvikarie. Im November erfolgte die Fertigstellung des Pfarrhauses. Am 17. Januar 1964 beschließt der Kirchenvorstand einen Kirchenneubau. Erster Spatenstich 1967. Eingeweiht wurde der moderne turmlose Sakralbau am 27. Mai 1970 von Bischof Degenhardt aus Paderborn. Die Kirche bekommt den Namen „Heilig Kreuz“. Der Fensterkranz im Inneren wurde von dem Künstler Erwin Hegemann gestaltet. 1979 bekommt die Kirche eine Breil-Orgel mit 15 Register. 1983 eröffnet das Gemeindehaus. Die kath. Kreuzkirche gehört zum Pastoralen Raum am Hagener Kreuz. Ein Zusammenschluss von vier kath. Kirchengemeinden. Vor der Kirche steht seit 2019 ein modernes Wege-Kreuz aus Cortenstahl.

## Sport
Der TuS Halden-Herbeck 1909 e. V. und der Tennisclub Halden 2000 e. V. sind die örtlichen Sportvereine. Im Ortsteil gibt es einen Sportplatz, eine Sporthalle, Tennisplätze und eine Tennishalle.

## Weiterbildung
Es gibt in Halden das ARCADEON – Haus der Wissenschaft und Weiterbildung (mit Hotel-Restaurant) in der Lennestraße. Die Fachhochschule Südwestfalen (Institut für Verbundstudien) sowie die IKK Akademie (Bildungszentrum der Innungskrankenkassen), beide „Im Alten Holz“.
Ursprünglich gab es ab 1859 eine katholische Volksschule und ab 1875 eine evangelische Volksschule in Halden. Heute sind es die Gemeinschafts-Grundschule Karl-Ernst-Osthaus (Standort Halden) und die Erich-Kästner-Grundschule (Förderschule für Sprachbehinderte).